# Dolní Labe (vodní cesta)
Dolní Labe je název pro úsek řeky Labe od soutoku s Vltavou u Mělníka po státní hranici se SRN u Hřenska, kde Labe opouští území našeho státu (někdy se též jako Dolní Labe označuje pouze regulovaný úsek řeky od Ústí nad Labem po Hřensko.
Ve své horní části mezi Mělníkem a Lovosicemi protéká Labe rovinatou polabskou krajinou, ale u Lovosic vstupuje Českou bránou do úzkého a hlubokého údolí, kterým si proráží cestu Českým středohořím a Českosaským Švýcarskem do německých nížin. Ve svém horním nížinném úseku je Labe od počátku 20. století kanalizováno, v současnosti 5 nízkými pohyblivými jezy doplněnými plavebními komorami. Plnosplavnost od Lovosic, po Ústí nad Labem je zajištěna vysokým zdymadlem Střekov, vybudovaným ve 30. letech 20. století nedaleko Ústí nad Labem. Odsud až po zdymadlo Geesthacht nad Hamburkem je Labe regulovaným tokem s hloubkou závislou na vodním stavu, což spolu s vysokým sklonem dna, způsobuje kolísání plavebních hloubek a katastrofální nespolehlivost tohoto úseku vodní cesty.

## Vodní cesta
V celé své délce je Dolní Labe zařazeno do kategorie Va klasifikace vnitrozemských vodních cest mezinárodního významu a je součástí vodní magistrály E-20 Hamburk - Magdeburk - Drážďany - Děčín- Mělník - Pardubice (Přerov - Dunaj)
Na základě mezinárodních dohod je navíc Labe od Severního moře po Mělník mezinárodní vodní cestou, přístupnou bez omezení plavidlům všech národností a s možností provozu zboží bez jakýchkoliv poplatků, vybíraných státem kterým Labe protéká.
Díky této dohodě má proto Česká republika a její export po labské vodní cestě zaručený svobodný přístup k moři a prostřednictvím mezinárodních mořských vod do celého světa, aniž by jeho cenu mohl ovlivňovat třetí stát prostřednictvím poplatků, na jejichž výši by ČR neměla sebemenší vliv (např. dálniční poplatky, poplatky na cizí železnici).

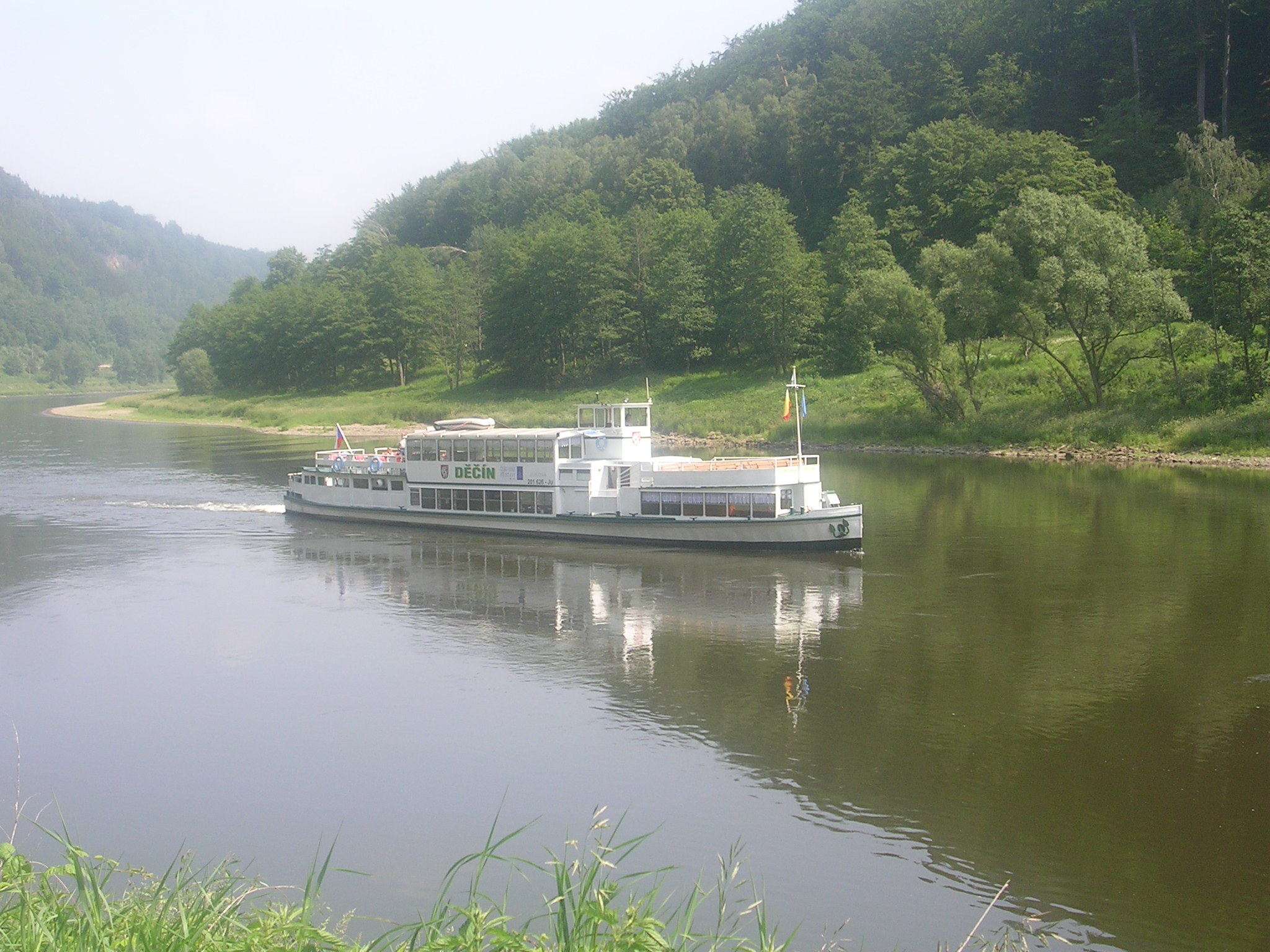
Loď Děčín pod Děčínem
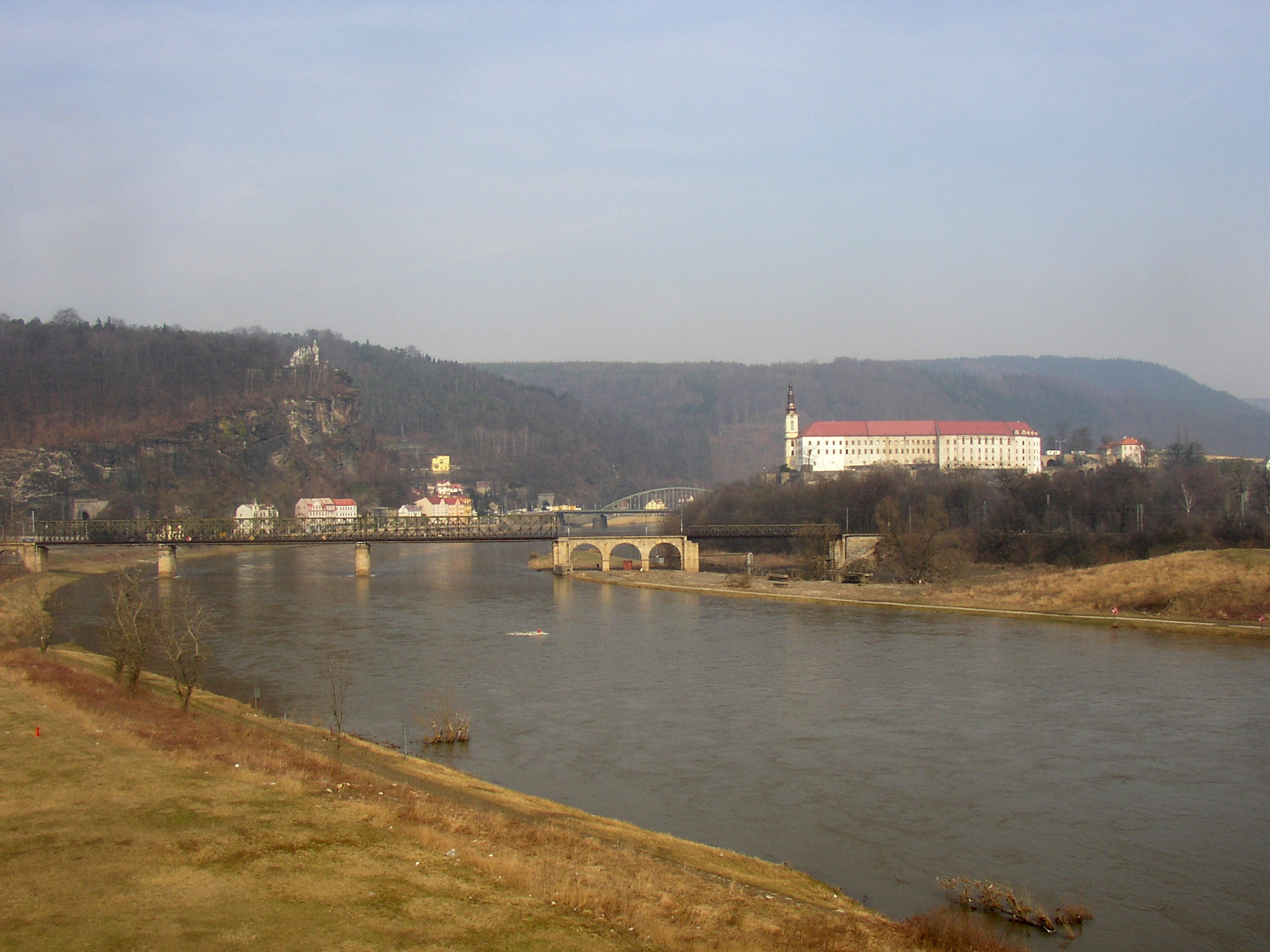
Děčín
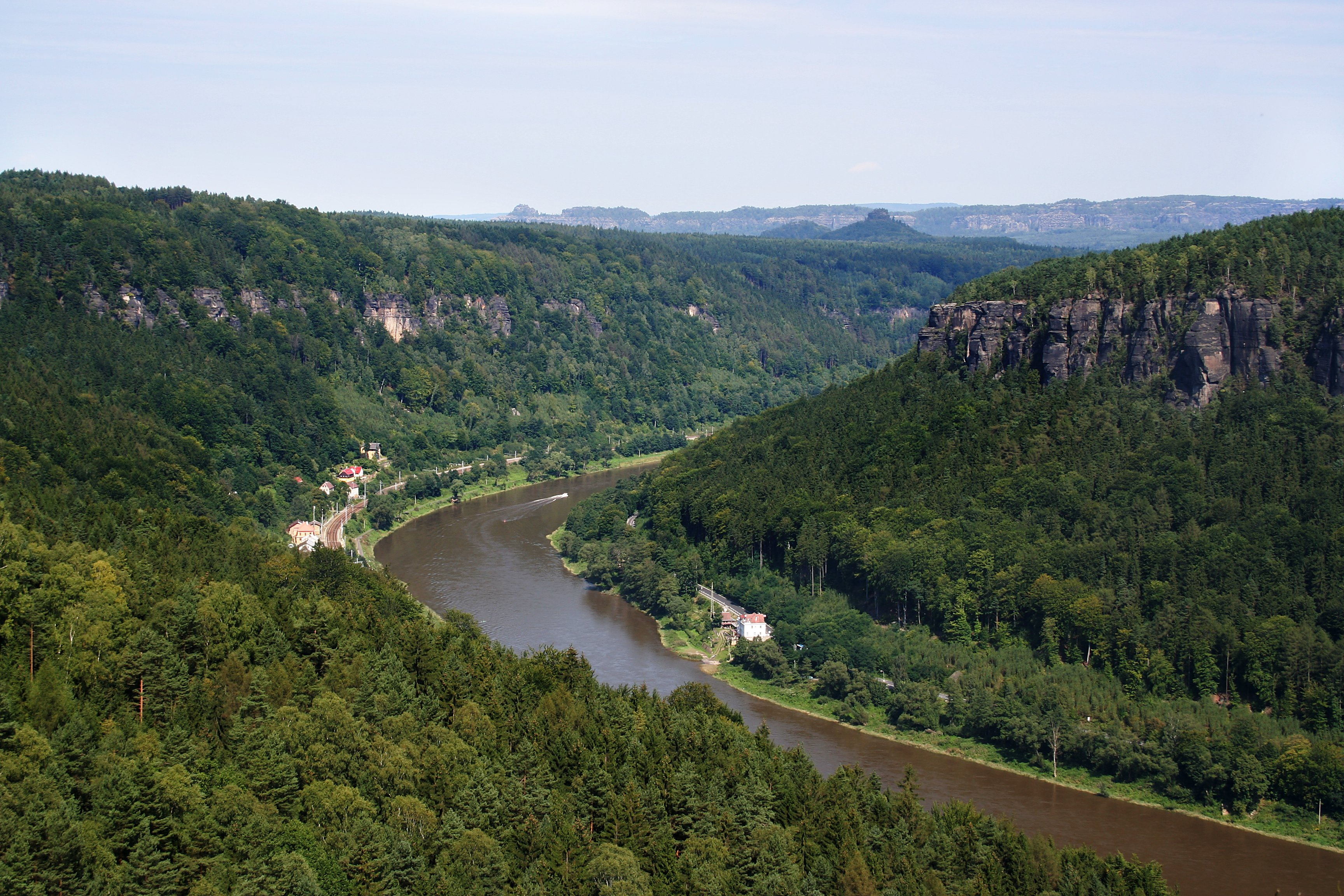
Labe pod Děčínem
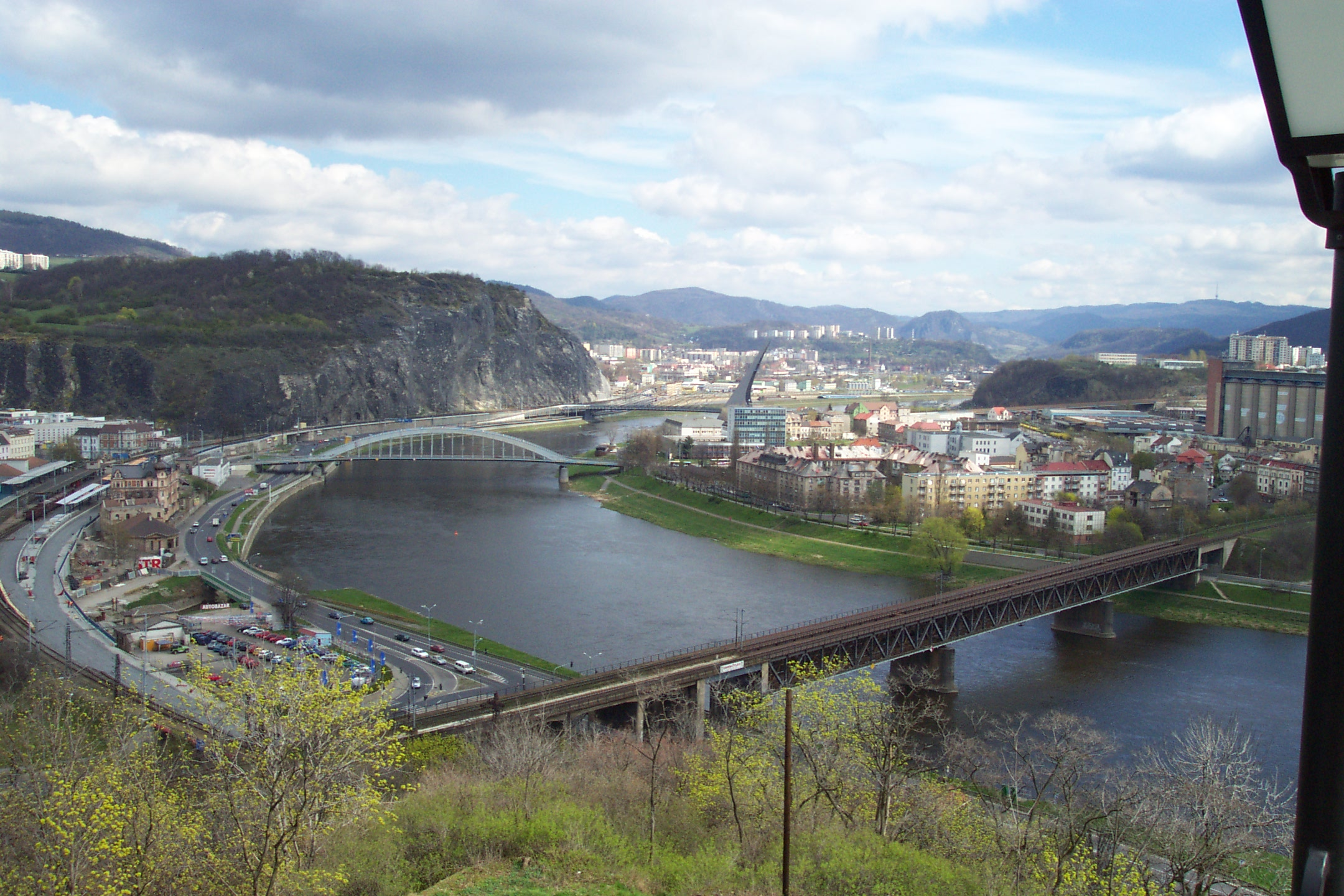
Ústí nad Labem
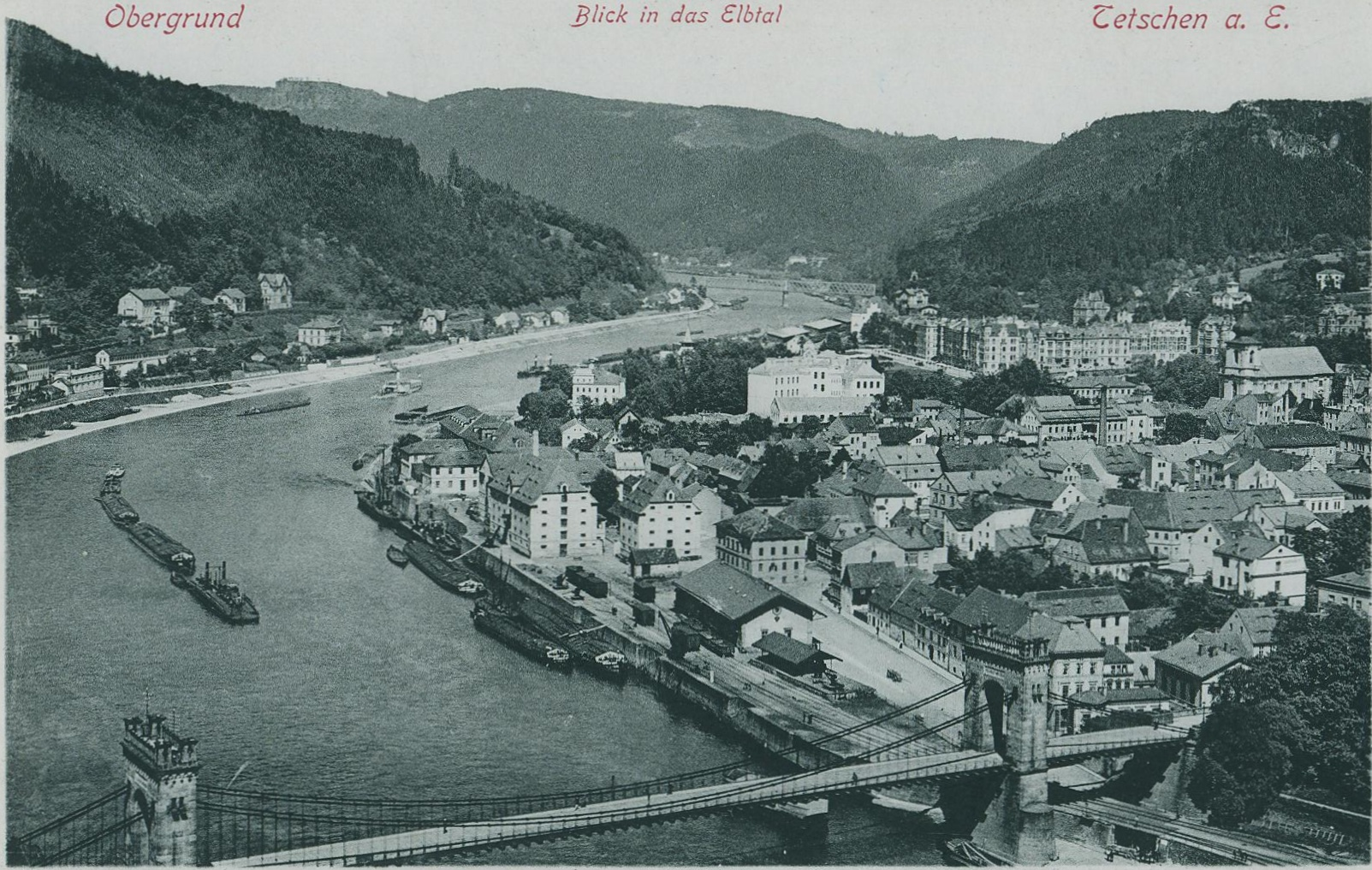
Děčín počátkem 20. století
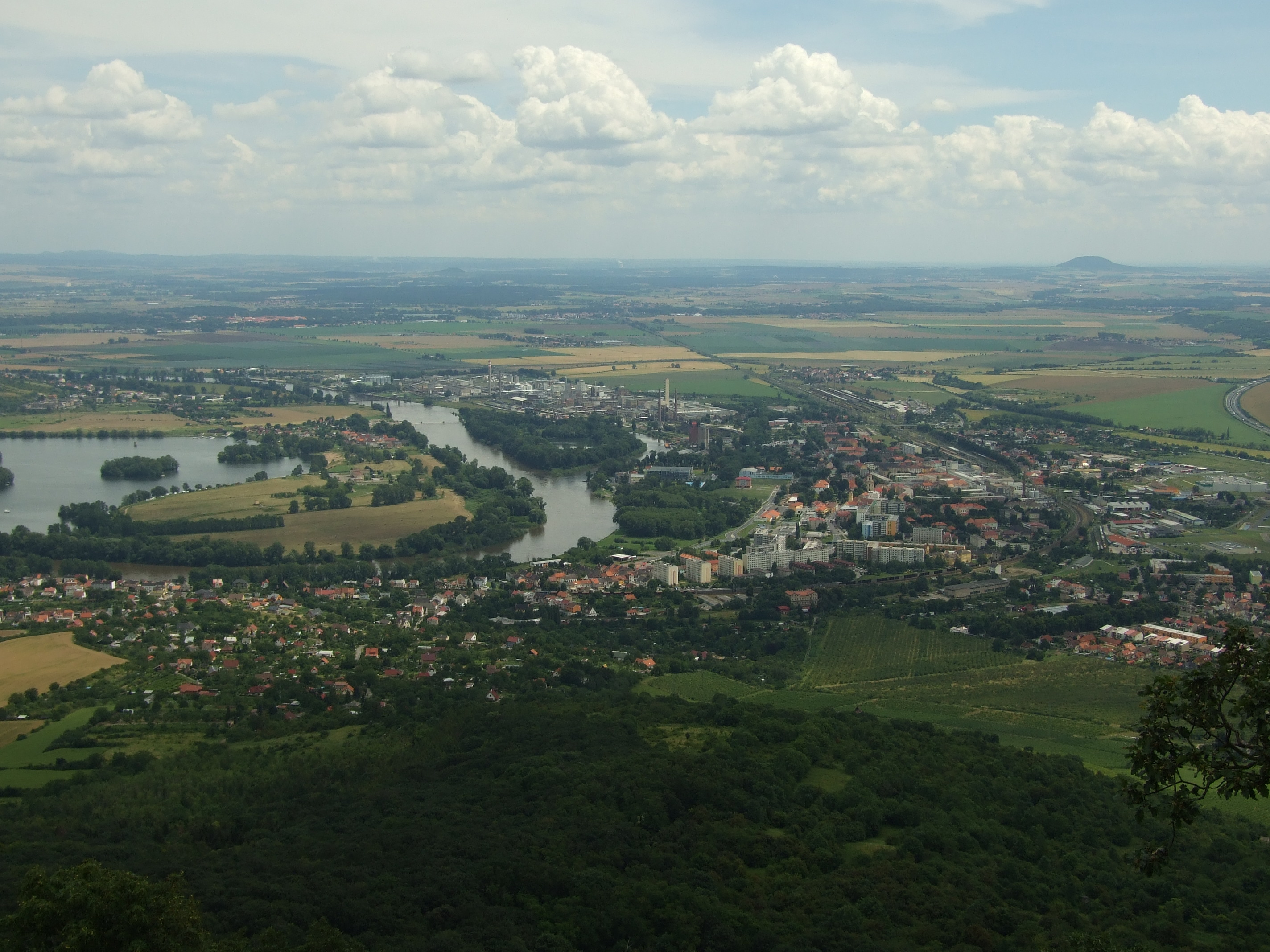
Labe v Lovosicích
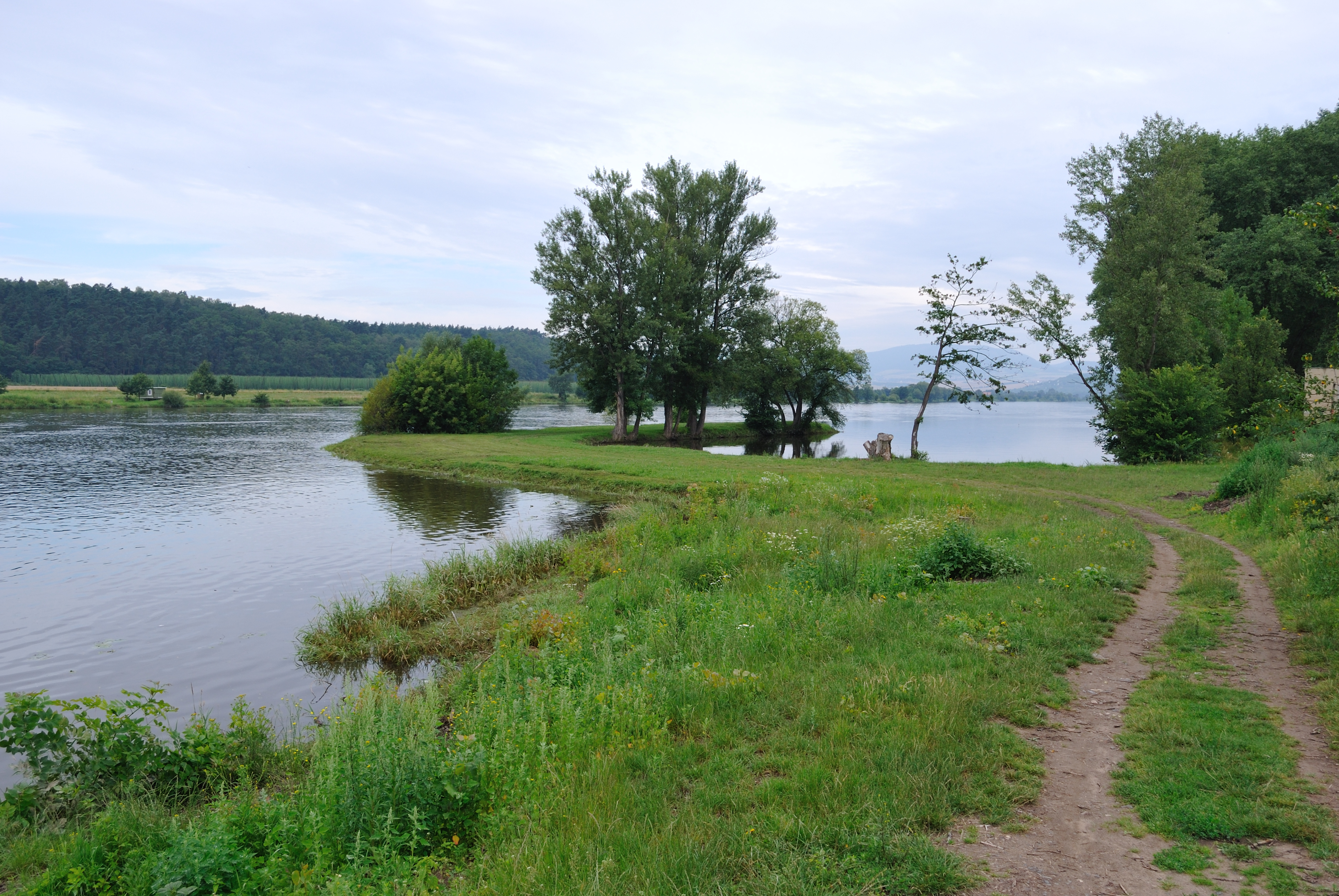
Regulační výhon u Roudnice

### Hlavní úseky
- Státní hranice ČR SRN u Hřenska - Zdymadlo Střekov řkm 726,6 - 767,67

Jedná se o poslední úsek řeky, upravovaný pouze regulací pomocí příčných a podélných hrázek a bagrováním koryta. Poslední významné regulační práce byly provedeny koncem 19. století a byly při nich krom jiného i zrušeny všechny ostrovy soustředěním říčního toku hrázemi pouze do jednoho říčního ramene. Kvůli velkému spádu se pak zvýšení plavební hloubky dosahuje za cenu velmi rychlého proudění vody, což znesnadňuje život rybímu osazenstvu a klade nároky na pohonnou sílu lodí. V suchých obdobích ale nedostatek vody zapříčiňuje drastické snižování dovoleného ponoru a zastavení plavby, čímž se tento úsek a potažmo celá vodní cesta stává katastrofálně nespolehlivou.
V 90. letech 20. století při výzkumu možností zlepšení plavebních podmínek bylo ověřeno, že současná regulace je již, vzhledem k velkému spádu říčního koryta, na hranici svých možností a dalšího výrazného zlepšení se dá dosáhnout pouze výstavbou plavebních stupňů. Jako kompromisní řešení byla zvolena varianta spočívající ve výstavbě zdymadla Děčín v řkm 99 v Děčíně, které spolu regulačními úpravami zajistí celoroční dostupnost přístavu Děčín, jakožto prvního přístavu na našem území, ze zahraničí a vytvoří nástupní prostor do dalšího regulovaného úseku řeky, čímž zvýší efektivitu krátkodobého nadlepšování průtoků v řece odpouštěním zdymadla Střekov (tzv. Vlnvání).
Proti účelnosti splavnění Labe u Děčína mluví studie zveřejněná organizací Arnika, ve které se uvádí to, že stavební opatření na řece plánovaná - tedy zajištění celoroční minimální hladiny 1,60 m, by ke zvýšení zájmu o lodní dopravu nevedlo. Kromě vzniklých ekologických škod je dalším argumentem proti stavbě nových jezů též marginální význam nákladní lodní dopravy, která tvoří pouhých 0,2% celkového objemu nákladní dopravy v labském regionu. Na německé straně hranice též projekt nemá zdaleka tak silnou podporu, protože i zde ztrácí říční doprava na svém významu.
- Zdymadlo střekov - Mělník řkm 767,67 - 837,37

Jasnou hranicí obou úseků je zdymadlo Střekov, které tvoří vstupní bod do kanalizované části labskovltavské vodní cesty. Odsud až po Mělník má řeka charakter říčních zdrží s hladinou udržovanou pohyblivými jezy. Nádrž vysokého zdymadla Střekov je situována v hlubokém a úzkém údolí, protínající masiv Českého Středohoří, ostatní nízké plavební stupně se nacházejí v rovinách polabské nížiny.

### Plavební provoz
Nejintenzivnější plavební provoz je v úseku od státní hranice do Děčína, kde končí nebo začíná svou cestu většina nákladních lodí směřujících z nebo do zahraničí. Přístav Děčín je posledním na našem území a proto se v něm při nedostatečných plavebních podmínkách soustředí většina překládky z nebo na pozemní dopravní prostředky. Dále proti proudu je pak nákladní provoz slabší a směřuje především do přístavů v Ústí nad Labem, Lovosicích nebo Mělníce.
Množství zboží dovezeného a vyvezeného přes hranice u Hřenska se dlouhodobě udržuje na hodnotě 1 mil. tun ročně. A to navzdory faktu že je kvůli nepříznivým plavebním podmínkám v tomto úseku plavba velkou část roku zastavena.
Pokud jde o osobní provoz, jsou provozovány linkové výletní plavby v úseku od Střekova po Štětí a od Děčína po Hřensko. Dále je Dolní Labe využíváno západoevropskými kajutovými loděmi při jejich plavbách ze západní Evropy do Prahy.

## Parametry
V celé své délce je Dolní Labe zařazeno do kategorie Va klasifikace vnitrozemských vodních cest mezinárodního významu a je na něm za všech vodních stavů, kdy není plavba zakázána, zajištěn provoz plavidel do maximálních rozměrů 110 x 11,5 metrů. Za vhodných podmínek je zde navíc v protiproudní plavbě na regulovaném úseku a v jezových zdržích mimo průplavů k plavebním komorám od Lovosic po Mělník a zákrutu u Lovosic povolen provoz bočně svázaných sestav rozměrů 137 x 23 metrů, překračujících tedy rozměry vyžadované pro třídu VIa. Ve zdrži zdymadla Střekov je také povolen provoz sestav o rozměrech 170 x 11,5 metrů.
Poněkud zvláštní rozměry velkých plavebních komor 155 x 22 m vznikly v 90. letech 20. století rekonstrukcí původních komor rozměrů 146 x 22 metrů s vraty šířky 11 metrů z počátku 20. století, uzpůsobených pro vlečnou plavbu. Je paradoxem, že šířka 22 metrů je pouze o 0,8 metru nedostačující pro proplavení standardního soulodí pro třídu VIa (tedy dva standardní čluny Evropa II vedle sebe), ale vzhledem k přílišné nákladnosti rozšíření těchto komor, bylo od dosažení třídy VIa upuštěno. Naopak došlo k rozšíření vrat na celou šířku komor a k jejich prodloužení tak, že je jimi možno proplavit najednou sestavu 4 tlačných člunů chvaletického typu o rozměrech 71 x 10,6 m v uspořádání 2x2 spolu s kanálovým tlačným remorkérem (délka 12 m). Nejen že je tedy umožněno proplavení velkých soulodí plavidel obvyklých na Labi, ale navíc bylo i do budoucna odstraněno riziko neprůjezdnosti širších plavidel, pokud by v budoucnosti došlo k nárůstu standardu šířky plavidel, jako k tomu došlo u plavebních komor s šířkou 11 metrů z počátku 20. století po nárůstu standardu šířky plavidel na současných 11,5 metrů v 50. letech 20. století.
S výjimkou plavebních úžin na regulovaném úseku je plavební dráha dostatečně široká a podjezdná výška mostů dovoluje do maximálního plavebního stavu provoz plavidel s výškou 6,5 metrů. V kanalizovaném úseku je povolen ponor 2,1 až 2,2 metrů, v regulovaném úseku je ponor závislý na aktuálním vodním stavu a pohybuje se od hodnot menších než 1 m do maximálního ponoru 2,8 metrů.

### Přístavy
Veřejné a ochranné
- Přístav Děčín - P 20-15 - řkm 737,71 - 741,91
  - řkm 737,85 - 739,62 přístav Děčín - Loubí
  - řkm 741,91 - přístav Děčín - Rozbělsy
- Přístav Ústí nad Labem - P 20-16 - řkm 761,08 - 763,87
  - řkm 761,08 - 762,28 - přístav Ústí nad Labem, Krásné Březno
  - řkm 762,81 - ústřední přístav
  - řkm 763,87 - západní přístav
- řkm 767,90 - 768,60 - přístav Ústí nad Labem - Vaňov
- řkm 783,88 - přístav Píšťany (jezero Velké Žernoseky)
- řkm 787,00 - 787,70 - přístav Lovosice
- řkm 788,00 - 788,60 - přístav Lovosice-Prosmyky
- Přístav Mělník - P 20-17 - řkm 834,30 - 836,60

Neveřejné a ostatní
- řkm 786,14 - Lovosice, sportovní přístav
- řkm 810,28 - Roudnice nad Labem, sportovní přístav
- řkm 823,86 - 824,06 - Hněvice - tankovací stanice

### Plavební dráha
Plavební dráha je v kanalizované části vodní cesty široká a bez prudkých oblouků (s výjimkou oblouku u Lovosic) a mimo průplavy k plavebním komorám umožňuje za vhodných podmínek obousměrný provoz sestav plavidel s rozměry až 137 x 23 metrů, tedy dokonce překračujícími třídu VIa. Ve zdrži zdymadla Střekov je povolen dokonce provoz a míjení souprav rozměrů 170 x 11,5 metrů.
Na regulovaném úseku řeky je proti proudu za vhodných podmínek povolen provoz souprav rozměrů 137 x 23 metrů a po proudu 137 x 11,5 metrů. Při nižších průtocích se ale objevují plavební úžiny se zákazem potkávání, a to především v Děčíně a Ústí nad Labem.

### Plavební stupně
(Uvedena Evropská kilometráž s nulou při ústí Labe do Severního moře a v závorce uvedena stará kilometráž s nulou u Mělníka.)
- řkm - (99,00) - projektované Zdymadlo Děčín - (velká komora 200 x 25 m)
- řkm 767,67 - (68,87) - Zdymadlo Střekov - velká komora 170 x 24 m, malá 178 x 13 m
- řkm 787,54 - (48,29) - Zdymadlo Lovosice - velká komora 155 x 22 m, malá komora 110 x 12 m
- řkm 795,69 - (41,21) - Zdymadlo České Kopisty - velká komora 155 x 22 m, malá komora 85 x 11 m
- řkm 809,73 - (27,30) - Zdymadlo Roudnice nad Labem- velká komora 155 x 22 m, malá komora 85 x 11 m
- řkm 818,94 - (18,16) - Zdymadlo Štětí - velká komora 155 x 22 m, malá komora 85 x 11 m
- řkm 830,57 - (6,67) - Zdymadlo Dolní Beřkovice velká komora 200 x 22 m, malá komora 85 x 11 m

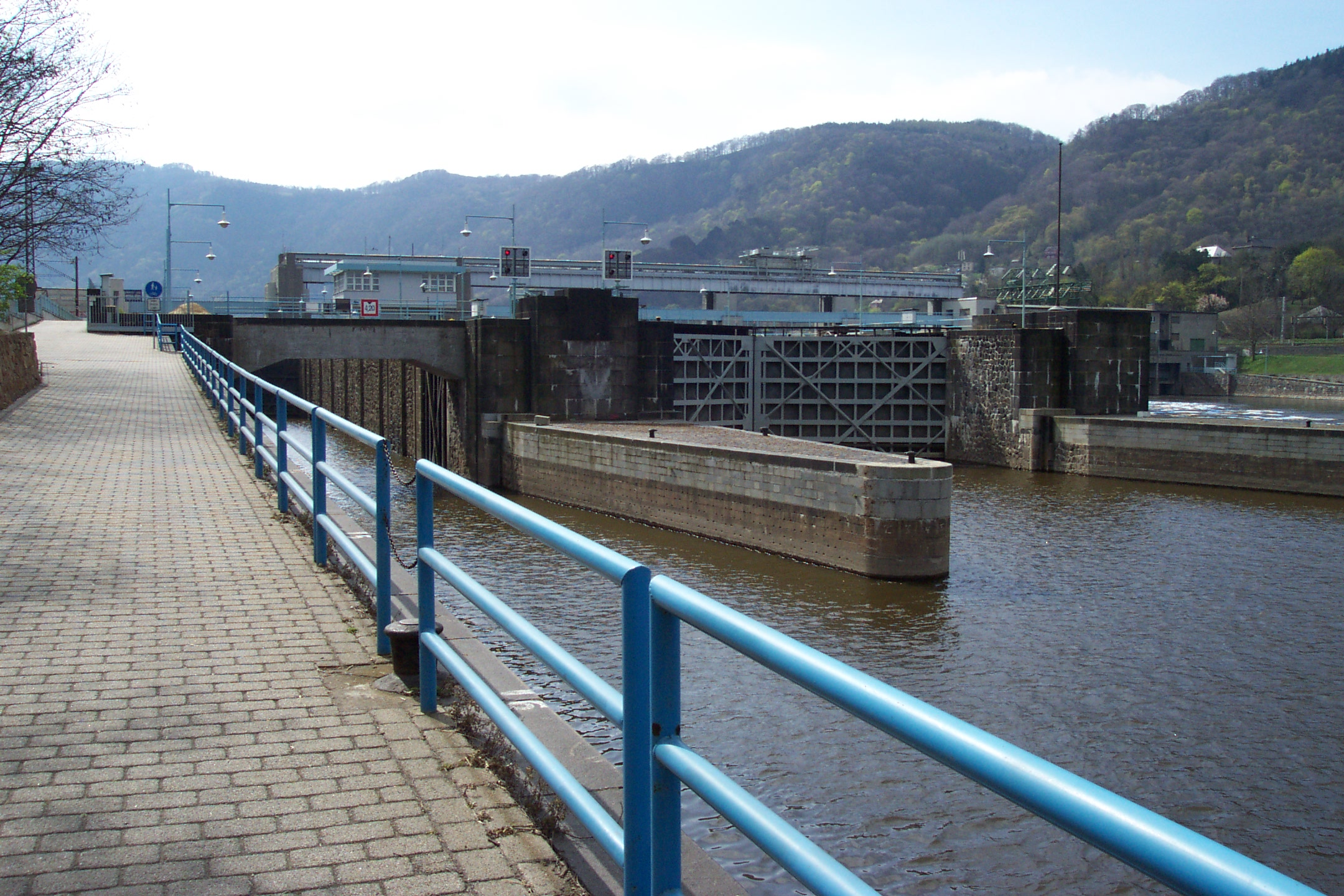
Plavební komory Střekov

### Mosty - Podjezdná výška
- řkm 738,88 - (97,13) - Železniční most Děčín-Žleb - výška 12,70 / 10,10 m
- řkm 740,52 - (95,52) - Tyršův most (Děčín) - výška 12,00 / 9,10 m
- řkm 741,11 - (94,96) - Železniční most Podmokly-Děčín - výška 11,60 / 8,5 m
- řkm 741,50 - (93,57) - Nový most (Děčín)
- řkm 764,70 - (71,70) - Mariánský most (Ústí nad Labem)
- řkm 765,23 - (71,22) - Most Dr. E. Beneše (Ústí nad Labem) - výška 10,20 / 7,20 m
- řkm 765,68 - (70,81) - Železniční most (Ústí nad Labem) - výška 10,20 / 7,20 m
- řkm 777,46 - (59,16) - potrubní most Církvice - výška 12 m
- řkm 788,07 - (48,77) - Železniční most (Lovosice-Žalhostice) - výška 9,10 / 8,60 m
- Most generála Chábery na západním přivaděči II/247 do Litoměřic (zprovozněn 2009)[4][5].
- řkm 792,38 - (44,48) - Tyršův most (Litoměřice) (silnice č. 15) - výška 9,15 / 7,15 m
- řkm 809,74 - (27,30) - Most v Roudnici (Špindlerův most) (postaven 1910) (silnice č. 240) - výška 9,70 / 8,90 m
- řkm 821,59 - (16,59) - Most ve Štětí (silniční se železniční vlečkou) - výška 6,50 m
- řkm 835,76 - (1,7) - Silniční most v Mělníku (silnice č. 16)
- řkm 836,66 - (0,72) - Most v Mělníku (za plavebním kanálem, v prodloužení Plavební ulice) - výška 8,15 / 6,10 m

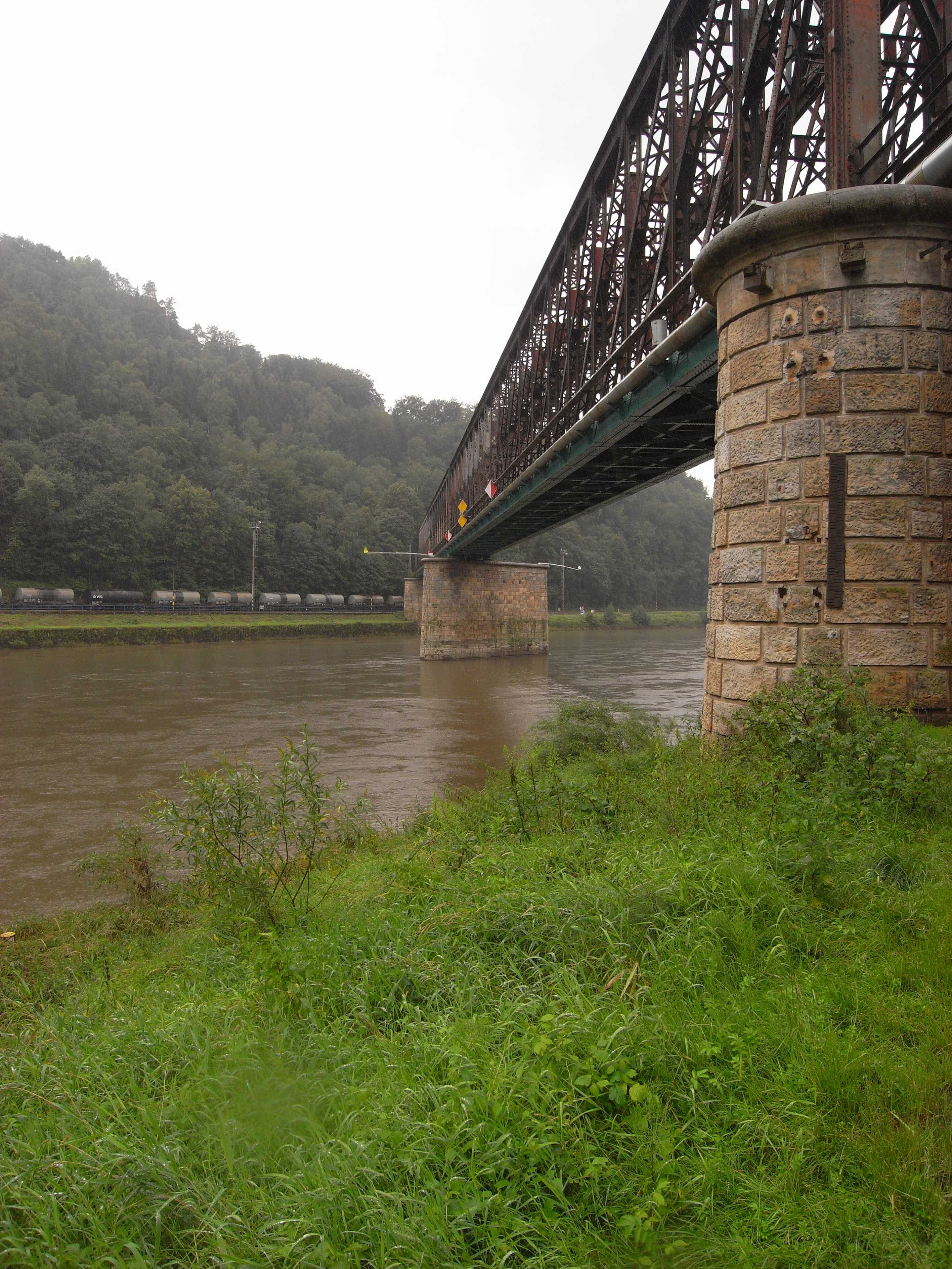
Železniční most Děčín-Žleb
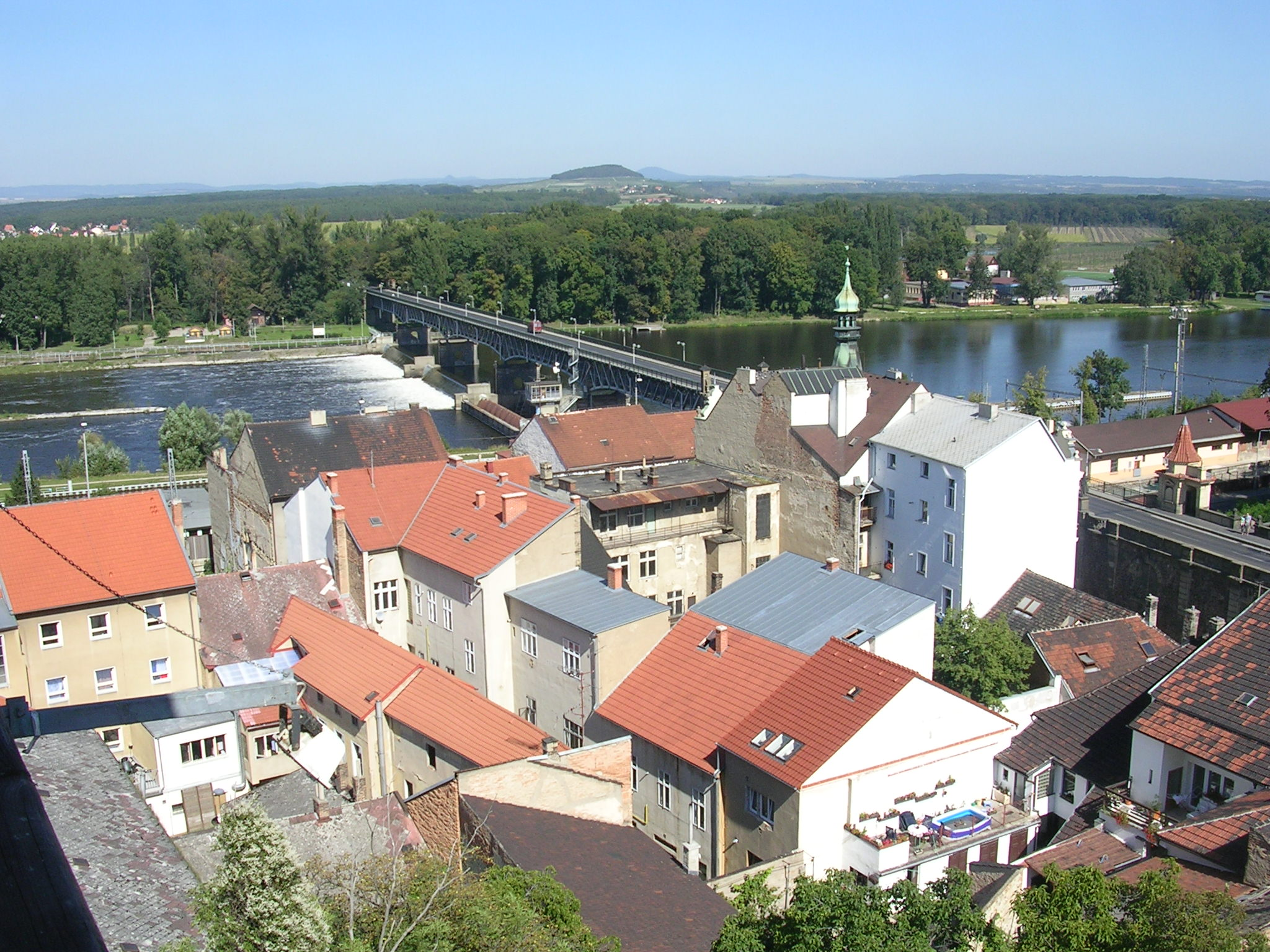
Roudnice nad Labem